# 2897 Ole Römer
För andra betydelser, se Römer.
2897 Ole Römer eller 1932 CK är en asteroid i huvudbältet som upptäcktes den 5 februari 1932 av den tyske astronomen Karl Wilhelm Reinmuth i Heidelberg. Den har fått sitt namn efter den danske astronomen Ole Rømer.
Asteroiden har en diameter på ungefär 5 kilometer och den tillhör asteroidgruppen Flora.